# Iguigui (deuses)
Iguigui (Igigi) são os deuses do céu na mitologia da Mesopotâmia. Embora às vezes seja sinônimo do termo "Anunáqui", em um mito eram os deuses mais jovens que eram servos dos Anunáqui, até que se rebelaram e foram substituídos pela criação dos humanos.